# Bénédicité
 (mars 2021).
Si vous disposez d'ouvrages ou d'articles de référence ou si vous connaissez des sites web de qualité traitant du thème abordé ici, merci de compléter l'article en donnant les références utiles à sa vérifiabilité et en les liant à la section « Notes et références ».

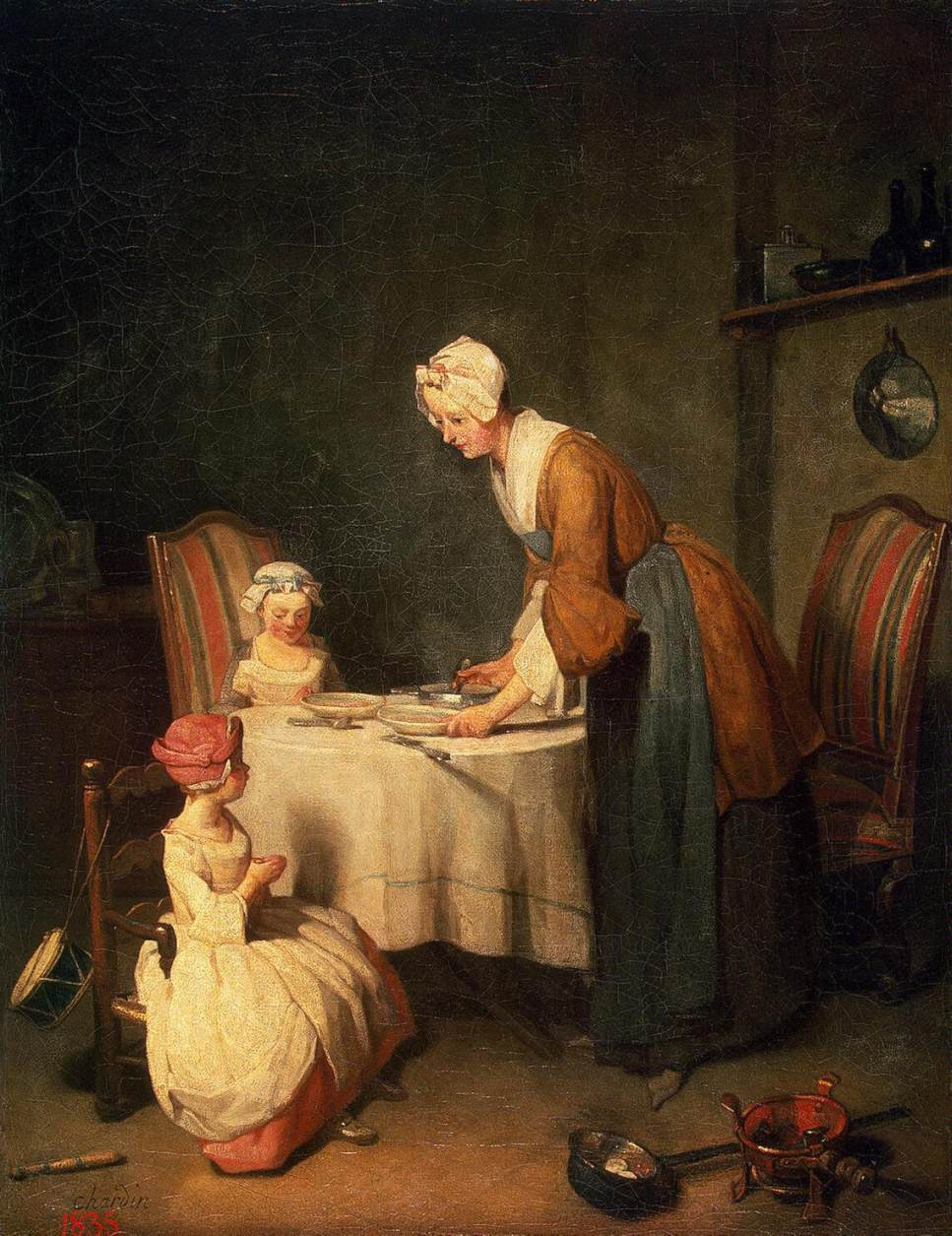
Le Bénédicité, célèbre peinture de Chardin, 1740.
Musée du Louvre (Paris).

Le bénédicité (du latin Benedicite) est une prière chrétienne de bénédiction et d'action de grâce avant le repas. Le mot latin benedicite, écrit sans accent, est parfois aussi utilisé. Il signifie « bénissez ».

## Usage
Cette prière, vraisemblablement d'une très ancienne origine hébraïque ou monastique, se récite au début du repas pour remercier Dieu du « pain quotidien » qu'il nous donne.   
Dans le judaïsme, il est récité une prière avant la mise en bouche de tout aliment, et selon l'ingrédient principal qui le compose. Une autre prière beaucoup plus longue est récitée à la fin du repas et se nomme la Birkat Hamazone (ברכת המזון, litt. bénédiction de la nourriture). Anciennement de structure ternaire, elle semble avoir perduré ainsi quelque temps dans le christianisme, dans le rite judéo-chrétien des agapes, comme on le voit en particulier dans la Didachè.   

Dans Deutéronome 8:10, il est écrit :   
« Lorsque tu auras mangé et seras satisfait, tu prieras Hachem ton Dieu pour le bon pays qu'Il t'a donné ».
Le bénédicité chrétien est une prière d'action de grâce, de demande de bénédiction, et comporte généralement une prière en faveur des démunis. Elle peut être récitée ou chantée, en français, en latin ou en toute autre langue. 
Exemples : 
- « Seigneur, bénis ce repas, ceux qui l'ont préparé, et procure du pain à ceux qui n'en ont pas. »
- « Dieu de la manne des Hébreux, Dieu du miracle de l'Hostie, bénis ce repas en ce lieu. Ainsi soit-il ! »
- « Bénissez-nous, Seigneur, bénissez ce repas, ceux qui l'ont préparé, et procurez du pain à ceux qui n'en ont pas ! Ainsi soit-il ! »
- « Bénissez Seigneur la table si bien parée, emplissez aussi nos âmes si affamées, et donnez à tous nos frères de quoi manger. »
- « Bénissez-nous, Seigneur, nous et la nourriture que nous allons prendre, et faites-nous la grâce d'en bien user pour votre Gloire et pour notre salut. »
- « Les yeux de toutes les créatures espèrent en vous, Seigneur, et vous leur donnez la nourriture en temps opportun. Vous ouvrez votre main, et vous comblez de vos dons tout être vivant. Gloire soit rendue au Père, au Fils et au Saint Esprit. Ainsi soit-il. »
- « Tu cherchais les misérables, Ton amour allait partout. Viens T'assoir à notre table, Ô Jésus mange avec nous ! »
- « Bénissez, Seigneur nos personnes et ces dons qui viennent de vous et que nous allons prendre par un effet de votre largesse. Par notre Seigneur Jésus-Christ. Ainsi soit-il. »
- « Le pain d'hier est rassis, le pain de demain n'est pas cuit, merci Seigneur, pour le pain d'aujourd'hui. »
- « Benedicite, Dominus. Nos et ea quae sumus sumpturi benedicat dextera Christi. Amen. »
- « Benedic, Domine, nos et haec tua dona, quae de tua largitate sumus sumpturi. Per Christum Dominum nostrum. Amen. »
- « Bénissez-nous, Seigneur, bénissez ce repas, cette table accueillante, et procurez du pain à ceux qui n'en ont pas ! Ainsi soit-il ! »

Après le repas est aussi récitée une prière d'action de grâces :
- « Merci, Seigneur, pour tous vos bienfaits, gardez nos âmes dans la paix, et que nos cœurs joyeux vous chantent à tout jamais. »
- « Rendez grâce au Seigneur, Car il est bon, Eternel est son amour. La Maison d'Israël peut le dire, La Maison d'Aaron peut le dire, Tout le peuple de Dieu peut le dire, Rendez grâce au Seigneur, Car Il est bon ! »

(cf. Psaume 117)
- « Nous vous rendons grâces, Dieu tout-puissant, pour tous vos bienfaits, vous qui vivez et régnez dans les siècles des siècles. Ainsi soit-il.»
- « Magnificat (x3) Anima mea Dominum. Magnificat (x3) Anima mea. »

Chez les protestants, la prière peut ressembler à ceci : « Venez, Seigneur Jésus, Soyez notre invité, et bénissez ces présents (la nourriture) qui nous ont été faits. Amen ».
Voici encore un bénédicité de tradition calviniste du XVIe siècle, en vers français :
Ô souverain pasteur et maître,
Regarde de troupeau petit :
Et de tes biens souffre le paître,
Sans désordonné appétit,
Nourrissant petit à petit
À ce jourd'hui ta créature.
Par Jésus, qui pour vous vêtit
Un corps sujet à nourriture,
Mangeons, buvons, reconnaissants
Que tous biens sont de Dieu venants.
Dans la liturgie anglicane, le bénédicite est un cantique du Book of Common Prayer.